# Лорен Боулс
Лорен Елизабет Боулс (Вашингтон, 24. март 1973) је америчка глумица. Боулс је рођен у Вашингтону, у породици Џудит (рођена Лефевер) и Л. Томпсон Боулс. Њена полусестра (по мајци) је глумица Џулија Луј Драјфус.

## Позадина
Дипломирала је драму на Универзитету Њујорк. 
Боулс се појавио у бројним ТВ емисијама, укључујући Ометени у развоју, Место злочина: Лас Вегас и Приватну праксу.   Такође се појавила у неким играним филмовима. У априлу 2010. добила је улогу Холи Клири, Виканка, у вампирској телевизијској серији Права крв. 

## Лични живот
Боулс се удала за глумца Патрика Фишлера, којег је упознала на колеџу.   Њихова ћерка, Фија Лусил Фишлер, рођена је у априлу 2009. 

## Филмографија

### Филм
| Година | Наслов                          |
| ------ | ------------------------------- |
| 1997   | Џорџ из џунгле                  |
| 2001   | Свет духова                     |
| 2016   | Да ли је то пиштољ у твом џепу? |
| 2016   | Најбољи лажни пријатељи         |
| 2017   | Мала звезда                     |

### Телевизија
| Година    | Наслов                              |
| --------- | ----------------------------------- |
| 1991–1998 | Сајнфелд                            |
| 1999      | Али Мекбил                          |
| 2003      | Морнарички истражитељи              |
| 2003      | Посматрајући Ели                    |
| 2004      | Ометени у развоју                   |
| 2005      | Место злочина: Лас Вегас            |
| 2005      | Увод у анатомију                    |
| 2005      | Место злочина: Њујорк               |
| 2006      | Без трага                           |
| 2006-2008 | Нове авантуре старе Кристине        |
| 2007      | Вероника Марс                       |
| 2008      | Злочиначки умови                    |
| 2008      | Ургентни центар                     |
| 2009      | Лажи ме                             |
| 2010      | Приватна пракса                     |
| 2010      | Злочини из прошлости                |
| 2010      | Срећно, Чарли                       |
| 2010–2014 | Права крв                           |
| 2011      | Без одушевљења, молим               |
| 2015      | Морнарички истражитељи: Лос Анђелес |
| 2016–2017 | Потпредседница                      |
| 2017      | Модерна породица                    |
| 2020      | Како се извући са убиством          |